# Rafael Guízar y Valencia
Rafael Guízar y Valencia (Cotija de la Paz, 26 de abril de 1878-Ciudad de México, 6 de junio de 1938) fue un sacerdote y obispo mexicano que se desempeñó Obispo de Veracruz, entre 1919 hasta su fallecimiento en 1938. Es el primer obispo mexicano e hispanoamericano canonizado por la Iglesia católica.

## Biografía

### Infancia y educación
Rafael Guízar y Valencia nació en Cotija (Michoacán) el 26 de abril de 1878. 
Fue el quinto hijo de Prudencio Guízar y Natividad Valencia. Tuvo once hermanos: Maura, Dolores, dos Marías de Jesús, porque una de ellas falleció a los nueve meses de edad, Emiliano, Prudencio, Rafael, Antonio, María Natividad y María Guadalupe. Algunos de sus hermanos se dedicaron también a las actividades religiosas: María de Jesús y María, fueron religiosas consagradas, Rafael, fue obispo de Xalapa; Antonio, fue obispo y I Arzobispo de Chihuahua. Otros de sus parientes también estuvieron relacionados con la Iglesia así María Guizar y Valencia fue madre de Maura Degollado Guízar de la cual nació Marcial Maciel, fundador de los Legionarios de Cristo y del movimiento de apostolado Regnum Christi. Otro pariente fue el Arzobispo de Tlalnepantla Ricardo Guízar Díaz o José Fernández Arteaga arzobispo emérito de Chihuahua. 
Aprendió sus primeras letras en la escuela parroquial de su tierra natal y más tarde en un colegio jesuita en la Hacienda de San Simón de Cotija. A los 9 años quedó huérfano Inició sus estudios eclesiásticos en el seminario de la diócesis de Zamora en 1894 y en junio de 1901 fue ordenado sacerdote en la catedral de Zamora, Michoacán.

### Sacerdocio
Al poco tiempo de ser ordenado presbítero, acompañó al entonces obispo de Zamora, Mons. José María Cázares en las visitas pastorales a las poblaciones de su diócesis.
Durante las batallas de la Revolución Mexicana, disfrazado de vendedor, actuó, de manera oculta, como sacerdote ayudando a los soldados moribundos y dándoles los auxilios espirituales de la Iglesia.
Luego de ser director espiritual y catedrático del Seminario de Zamora y canónigo de la Catedral, sufrió varios destierros por causa de la persecución religiosa de los presidentes Venustiano Carranza y Álvaro Obregón, y entre 1913 y 1919 viajó misionando a Cuba, Guatemala, Colombia y el Sur de los Estados Unidos.
Especial importancia en su biografía la tiene su estancia en Cuba, país al que llegó en 1917 invitado a predicar allí por su hermana María de Jesús Guízar, religiosa teresiana que vivía en Camagüey. Allí fue acogido por el obispo Valentín Zubizarreta, que le encargó diversas misiones rurales. En ellas le acompañó un joven sacerdote español, Enrique Pérez Serantes (más tarde figura capital del episcopado cubano por haber salvado la vida a Fidel Castro en 1953 y por su posterior relación con la revolución) en el que influyó sobremanera. En Cuba, Guízar se hacía llamar P. Rafael Ruiz para evitar ser identificado por sus perseguidores.

### Episcopado
Estando en Cuba, en agosto de 1919 fue preconizado quinto obispo de Veracruz-Jalapa por el papa Benedicto XV, y el 30 de noviembre del mismo año recibió la consagración episcopal en la iglesia carmelita de san Felipe Neri de La Habana, Cuba. Tomó posesión de su diócesis el 9 de enero de 1920 en la ciudad de Xalapa, capital del Estado de Veracruz. Durante su episcopado realizó varias misiones a prácticamente todas las parroquias de su territorio y luchó por su seminario, el cual mantuvo abierto en contra de las leyes que suprimían las congregaciones religiosas en México. Por causa de estas leyes fue perseguido y desterrado ya siendo obispo, particularmente durante el conflicto de 1926 a 1929 y la posterior persecución religiosa de Veracruz.

### Decreto 197 o Ley Tejeda

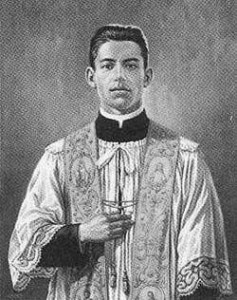
Beato Ángel Darío Acosta Zurita.

El obispo Rafael Guízar y Valencia ya había tenido fricciones con el gobernador del estado de Veracruz, general Adalberto Tejeda, en relación con las actividades ministeriales de la religión católica. Se emite el decreto 197 o Ley Tejeda en donde se exigía la reducción de sacerdotes en todo el estado de Veracruz. Por parte del gobernador se le envió a cada sacerdote una carta en donde se le exigía el cumplimiento de la Ley. Esta tensión entre la Iglesia católica y el gobierno estatal desembocó en varias  persecuciones, desapariciones y asesinatos por parte de ambos bandos[cita requerida]. El 21 de julio de 1931, el asesinato del sacerdote Ángel Darío Acosta dentro de la Catedral de Veracruz, originó una serie de protestas violentas por todos los sectores del pueblo. Las protestas enérgicas del obispo no se hicieron esperar.

### Enfermedad y muerte
Afectado por diversas enfermedades (diabetes mellitus, flebitis, insuficiencia cardiaca y otros padecimientos renales), y estando desterrado de su diócesis, el 6 de junio de 1938 murió en la ciudad de México y su cuerpo trasladado a Xalapa, Veracruz, donde recibió sepultura. Al ser exhumado en 1950 se encontró su cadáver incorrupto y fue conducido a la Catedral de esa ciudad.

## Proceso de canonización

### Beatificación
Se le atribuye el milagro de la curación de labio leporino y paladar hendido de un niño que estaba aún en el vientre de su madre, a los siete meses de embarazo.
Fue beatificado en 1995 por el papa Juan Pablo II, en sus imágenes figura con vestimenta e insignias episcopales.
En Roma, el padre Rafael González, vicepostulador de la causa, y los padres de Rafael de Jesús Barroso, el "niño del milagro", asistieron a su beatificación.

### Canonización
El domingo 15 de octubre de 2006 en la Ciudad del Vaticano fue canonizado por el papa Benedicto XVI el beato Rafael Guízar y Valencia, quien ha sido el primer obispo mexicano en ser declarado santo.
El sumo pontífice encabezó el rito mediante el cual se declaró nuevo santo al quinto obispo del estado de Veracruz, México, quien se convirtió en el santo número 30 de México, el país hispanohablante con más católicos en Latinoamérica y que cuenta con 25 beatos (Beatos de México).
Rafael Guízar, junto a otros tres beatos, fueron elevados al Honor de los Altares.
El milagro por el cual fue canonizado Rafael Guízar y Valencia ocurrió en el año 2002, después de que a la señora Valentina Santiago se le detectó, a través de un ultrasonido obstétrico, una malformación en su embarazo. Al conocer la noticia, la mujer pidió la intervención del santo mexicano. Dos meses después, el niño Rafael de Jesús Barroso nació sano y sin ninguna complicación.
Una comisión médica, el 18 de mayo de 2005, mediante evidencias, comprobó la "cura milagrosa" del labio leporino que padecía el feto desde el seno materno a las 31 semanas de su gestación, y que no apareció en el niño recién nacido.
Un Congreso de Teólogos Consultores aprobó el milagro el 15 de noviembre de 2005, por lo que concedió el "juicio resolutivo de curación completa y milagrosa, inexplicable científicamente".
Durante la ceremonia litúrgica, 10 peregrinos mexicanos recibieron la comunión de manos del papa Benedicto XVI. En la canonización también estuvieron presentes algunos obispos mexicanos, entre ellos los cardenales Norberto Rivera Carrera y Juan Sandoval Iñiguez. Estuvo presente también el entonces Arzobispo de Xalapa, sucesor de San Rafael Guízar, Mons. Sergio Obeso Rivera.
La noche del sábado 14 de octubre de 2006, en el Parque Lerdo de Xalapa y frente a la catedral donde yacieron los restos del santo, comenzó una vigilia de oración y verbena popular esperando la transmisión directa de la ceremonia desde Ciudad del Vaticano, que fue dada el domingo 15 de octubre de 2006, a través de pantallas gigantes de televisión, instaladas ex profeso.